# Elektrokleinstfahrzeuge-Verordnung
Die Elektrokleinstfahrzeuge-Verordnung (eKFV) regelt die Verwendung von Elektrokleinstfahrzeugen (EKF) auf öffentlichen Straßen in Deutschland.

## Geschichte
Aufgrund des verstärkten Aufkommens von Elektro-Tretrollern hat die Bundesregierung eine Verordnung erarbeitet, welche die Rechtsunsicherheit bezüglich der Teilnahme am Straßenverkehr beseitigen soll. Am 17. Mai 2019 hat der Bundesrat dieser Verordnung zugestimmt. Sie trat am 15. Juni 2019 in Kraft.
Ein erster Entwurf der Verordnung sah 2018 u. a. eine Helm- und Führerscheinpflicht sowie ein Mindestalter von 16 Jahren vor. Bundesverkehrsminister Andreas Scheuer setzte sich über diesen Entwurf hinweg.

## Regelungsgehalt

### Definition Elektrokleinstfahrzeuge
Die eKFV definiert, dass EKF Kraftfahrzeuge sind, die einen elektrischen Antrieb und eine bauartbedingte Höchstgeschwindigkeit von 6 bis 20 km/h haben (§ 1 Abs. 1 eKFV). Selbstbalancierte Fahrzeuge (z. B. Segway i2) zählen ausdrücklich dazu. Entsprechend dürfen sie nur nach Maßgabe der in den (§§ 2 bis 7 eKFV) formulierten Bestimmungen auf öffentlichen Straßen verwendet werden. Für das Führen von EKF im Straßenverkehr gelten grundsätzlich die Vorschriften der StVO (§ 9 eKFV). Zudem gibt es folgende Bedingungen:
- Es muss eine Lenk- oder Haltestange geben (das schließt sogenannte Hoverboards und Elektro-Skateboards aus)
- Die Nennleistung darf 500 Watt nicht übersteigen (1400 Watt, wenn mindestens 60 % der Leistung zur Balancierung verwendet wird)
- Es darf maximal 700 mm breit, 1400 mm hoch und 2000 mm lang sein.
- Das Gewicht ohne Fahrer muss unter 55 kg liegen.

### Anforderung an EKF und Ausstattungsvorschriften
Zum Betrieb auf den öffentlichen Straßen sind eine Versicherungsplakette und eine Betriebserlaubnis erforderlich. Häufig beantragen die Hersteller bereits beim Kraftfahrtbundesamt eine sogenannte „allgemeine Betriebserlaubnis (ABE)“, sodass keine Einzelgenehmigung mehr erforderlich ist. Das EKF muss außerdem mit einer Fahrzeug-Identifizierungsnummer und einem Fabrikschild gekennzeichnet sein (§ 2 eKFV). Die Versicherungsplakette ist an der Rückseite des Fahrzeugs möglichst unter der Schlussleuchte fest anzubringen. Sie darf bis zu einem Vertikalwinkel von 30 Grad in Fahrtrichtung geneigt sein. Der untere Rand der Versicherungsplakette muss mindestens 50 mm über der Fahrbahn liegen. Versicherungsplaketten müssen hinter dem Fahrzeug auf eine Entfernung von mindestens 8 m lesbar sein (§ 3 eKFV).
Elektrokleinstfahrzeuge müssen zwingend über folgende Ausstattungsmerkmale verfügen (§§ 4 bis 7 eKFV):
- zwei voneinander unabhängige Bremsen (bei Ausfall einer Bremse muss die andere mindestens 44 % der vorgeschriebenen Mindestbremsleistung aufbringen)
- Beleuchtung (diese darf abnehmbar sein)
- seitlich angebrachte gelbe Rückstrahler oder ringförmige retroreflektierende weiße Streifen an den Reifen oder Felgen
- mindestens eine helltönende Glocke

Eine Fahrerlaubnis ist zum Führen eines EKF nicht erforderlich. Das Mindestalter zum Fahren eines EKF beträgt 14 Jahre (§ 3 eKFV).
Eine Helmpflicht besteht nicht, es ist jedoch wegen des hohen Verletzungsrisikos empfohlen, einen Helm zu tragen.

### Lichtzeichenanlagen
EKF unterliegen der Regelung für Lichtzeichen nach § 37 Abs. 2 Nr. 5 und 6 StVO (§ 13 eKFV). Sie sind also diesbezüglich dem Radverkehr gleichgestellt.

### Nutzung von Verkehrsflächen
Elektrokleinstfahrzeuge müssen, wenn vorhanden, Radfahrstreifen oder baulich angelegte Radwege benutzen, unabhängig davon, ob diese für den Radverkehr benutzungspflichtig sind (Zeichen 237, 240 und 241) oder nicht (§ 10 eKFV). Nur wenn weder ein Radweg noch ein Radfahrstreifen vorhanden ist, dürfen sie die Fahrbahn benutzen. Da Fahrzeuge jedoch grundsätzlich die Fahrbahn benutzen müssen (§ 2 Abs. 1 StVO), ist das Dürfen ein faktisches Müssen. Zulässig ist außerdem das Fahren in verkehrsberuhigten Bereichen (die per Definition weder einen Gehweg noch eine Fahrbahn haben), jedoch nur mit Schrittgeschwindigkeit (Anlage 3 Abschnitt 4 lfd. Nr. 12 StVO).
Verboten sind Kraftfahrstraßen und Autobahnen, da dort nur Kraftfahrzeuge fahren dürfen, deren bauartbedingte Höchstgeschwindigkeit 60 km/h überschreitet (§ 18 Abs. 1 Satz 1 StVO). Die Verbote für alle Fahrzeuge (Zeichen 250), für Kraftwagen (Zeichen 251), für Motorräder (Zeichen 255) und für Fahrräder (Zeichen 254) betreffen auch Elektrokleinstfahrzeuge (§ 12 eKFV). Gehwege und Fußgängerzonen dürfen Elektrokleinstfahrzeuge nur benutzen, wenn das Zusatzzeichen „Elektrokleinstfahrzeuge frei“ aufgestellt ist (§ 10 Abs. 3 eKFV). Einbahnstraßen dürfen in Gegenrichtung nur befahren werden, wenn ein Radweg vorhanden ist oder das Zusatzzeichen „Radverkehr frei“ (Einzige Situation, wo das Zusatzzeichen auch für EKF gilt) es ausdrücklich erlaubt.
Die folgenden Verkehrszeichen verbieten auch das Fahren mit Elektrokleinstfahrzeugen:

Zeichen 250 Verbot für Fahrzeuge aller Art
Zeichen 251 Verbot für Kraftwagen und sonstige mehrspurige Kraftfahrzeuge
Zeichen 255 Verbot für Krafträder
Zeichen 260 Verbot für Kraftfahrzeuge
Zeichen 254 Verbot für Radverkehr
Zeichen 267 Verbot der Einfahrt
Zeichen 239 Gehweg
Zeichen 238 Reitweg
Zeichen 245 Busfahrstreifen
Zeichen 242.1 Fußgängerzone
Zeichen 330.1 Autobahn
Zeichen 331.1 Kraftfahrstraße

Das folgende Zusatzzeichen erlaubt das Befahren mit Elektrokleinstfahrzeugen; es kann zum Beispiel unter dem Zeichen „Fußgängerzone“ angebracht sein.

Elektrokleinstfahrzeuge frei

Das Zusatzschild „Radverkehr frei“ findet auf EKF allgemein keine Anwendung. Einzige Ausnahme (durch die StVO-Novelle 2020) hiervon ist die Freigabe einer Einbahnstraße in Gegenrichtung für Radfahrende, hier gilt die Freigabe auch für EKF.

### Versicherungsmöglichkeiten
Wie bereits beschrieben unterliegen EKF einer Versicherungspflicht. Diese muss mindestens einen Haftpflichtschutz umfassen. Ähnlich wie bei Mofas und Leichtkrafträdern beginnt der Versicherungsschutz normalerweise am 01.03. eines jeden Jahres und endet am 28.02. des darauffolgenden Jahres. Viele Versicherer bieten darüber hinaus jedoch auch Teilkaskoversicherungsverträge an. Bei diesen sind in der Regel Schäden durch Außeneinwirkung (wie z. B. Steinschlag, Hagel, Gewitter etc.) versichert sowie meist die Batterie bzw. der Akku der EKF. Die Kosten für die Haftpflichtversicherung betragen in der Regel zwischen 25 und 50 € pro Jahr. Die Teilkaskobeiträge schwanken zwischen den Versicherern teilweise stark, dies liegt meist an verschiedenen Versicherungsmerkmalen.

## Bußgeld
Bei Verstoß gegen die Elektrokleinstfahrzeuge-Verordnung kann es zu Geldbußen von bis zu 70 € kommen. Der Bußgeldkatalog ist unterteilt in zwei Kategorien:
- Betriebsbeschränkungen: darunter fallen Tatbestände wie zum Beispiel das Fahren ohne Versicherungsplakette, was laut Pflichtversicherungsgesetz, § 6 in Verbindung mit § 30, eine Straftat darstellt, und
- Verhaltensrechtliche Anforderungen: dies betrifft beispielsweise Verstöße wie das Fahren auf einer nicht zugelassenen Verkehrsfläche.

Nach Nr. 132a Bußgeldkatalog-Verordnung (BKatV) ist auch das Nichtbeachten einer roten Ampel mit einem eigenen Bußgeld für Radfahrer oder Fahrer eines Elektrokleinstfahrzeugs belegt.